# Ägidius Adamović von Wagstätten
Ägidius Adamović von Wa(a)gstätten (tudi Egidius/Ägydius Adamovic von Waagstätten), avstrijski general, * 1. maj 1860, † 1. junij 1930.

## Življenjepis
Med septembrom in novembrom 1914 je bil poveljnik 97. pehotnega polka in nato je bil imenovan za poveljnika 15. pehotnega polka; zaradi neuspešnega vodstva je bil zgodaj spomladi 1915 upokojen s činom polkovnika. V času upokojitve je bil 3. avgusta 1917 povzdignjen v plemiča s plemiškim naslovom von Wagstätten. Leta 1918 pa je bil reaktiviran s činom generalmajorja in bil postavljen na položaj inšpektorja za povrnitev vojnih ujetnikov v Timișoarju. Upokojil se je 16. decembra 1927 s činom brigadnega generala Bundesheera.

## Pregled vojaške kariere
Napredovanja
- naslovni generalmajor: 11. februar 1918